# 정동호 (1936년)
정동호(鄭東鎬, 1936년 11월 5일~2009년 3월 26일)는 대한민국의 군인 출신 정치인이다. 육군에서 1957년부터 1986년까지 군복무를 하고, 중장 전역하였다. 대통령 경호실 실장, 제13·14대 국회의원 등을 지냈다. 종교는 불교이며 호국금강사 설립의 주역이다. 현재 헌법재판소 재판관 조한창의 장인이다.

## 주요 경력
- 1968년부터 이듬해 1969년까지 베트남 전쟁에 참전
- 대통령 경호실 실장
- 육군참모차장
- 한국도로공사사장
- 한국낙하산협회회장
- 연세대행정대학원총동창회장
- 재경마산고동창회장
- 국회농림수산위원
- 한국스카이다이빙연맹회장

## 학력
- 1953년 마산고등학교 졸업
- 1957년 육군사관학교 13기 문학사
- 1958년 육군보병학교 졸업
- 1967년 육군대학 졸업
- 1973년 연세대학교 행정대학원 행정학 석사

## 역대 선거 결과
|  | 49.57% |

|  | 53.03% |

|  | 13.08% |

## 같이 보기
- 의령군·함안군
- 의령군의 국회의원
- 함안군의 국회의원
- 대한민국의 대통령경호실장

## 미디어 매체
- 임철형 - 2023년 영화 《서울의 봄》